# Per Sundh (1917–2007)
Per Adolf Sundh, född 18 december 1917 i Kungsholms församling i Stockholms stad, död 12 oktober 2007 i Norbergs församling i Västmanlands län, var en svensk militär.

## Biografi
Efter studentexamen i Stockholm 1937 avlade Sundh officersexamen vid Kungliga Krigsskolan 1940 och utnämndes samma år till fänrik i armén. Han studerade vid Kungliga Krigshögskolan 1946–1948, befordrades till kapten 1948 och tjänstgjorde vid Stockholms luftvärnsregemente 1948–1952, varefter han tjänstgjorde vid Försvarsstaben 1952–1954 och vid Arméstaben 1954–1956 samt åter vid regementet 1956–1958. Åren 1957–1958 tjänstgjorde han i United Nations Emergency Force. År 1958 befordrades han till major, varpå han tjänstgjorde vid Luleå luftvärnskår 1958–1959 och vid Försvarsstaben 1959–1963. Han befordrades 1962 till överstelöjtnant och tjänstgjorde vid Luftvärnsskjutskolan 1963–1966, varpå han 1966 befordrades till överste och var chef för Luftvärnsskjutskolan 1966–1971. Åren 1971–1978 var Sundh chef för Roslagens luftvärnsregemente.
Sundh var ledamot av Polisstyrelsen i Fagersta 1982–1985 och kommunrevisor i Norbergs kommun 1985–1991.
Per Sundh var son till överstelöjtnant Per Sundh och Alice Edén. Han gifte sig 1942 med Margareta Rissler (född 1921).

## Utmärkelser
- Kommendör av första klass av Svärdsorden, 6 juni 1974.[4]
- Riddare av Carl XIII:s orden, 28 januari 1980